# Krzysztof Baszkiewicz

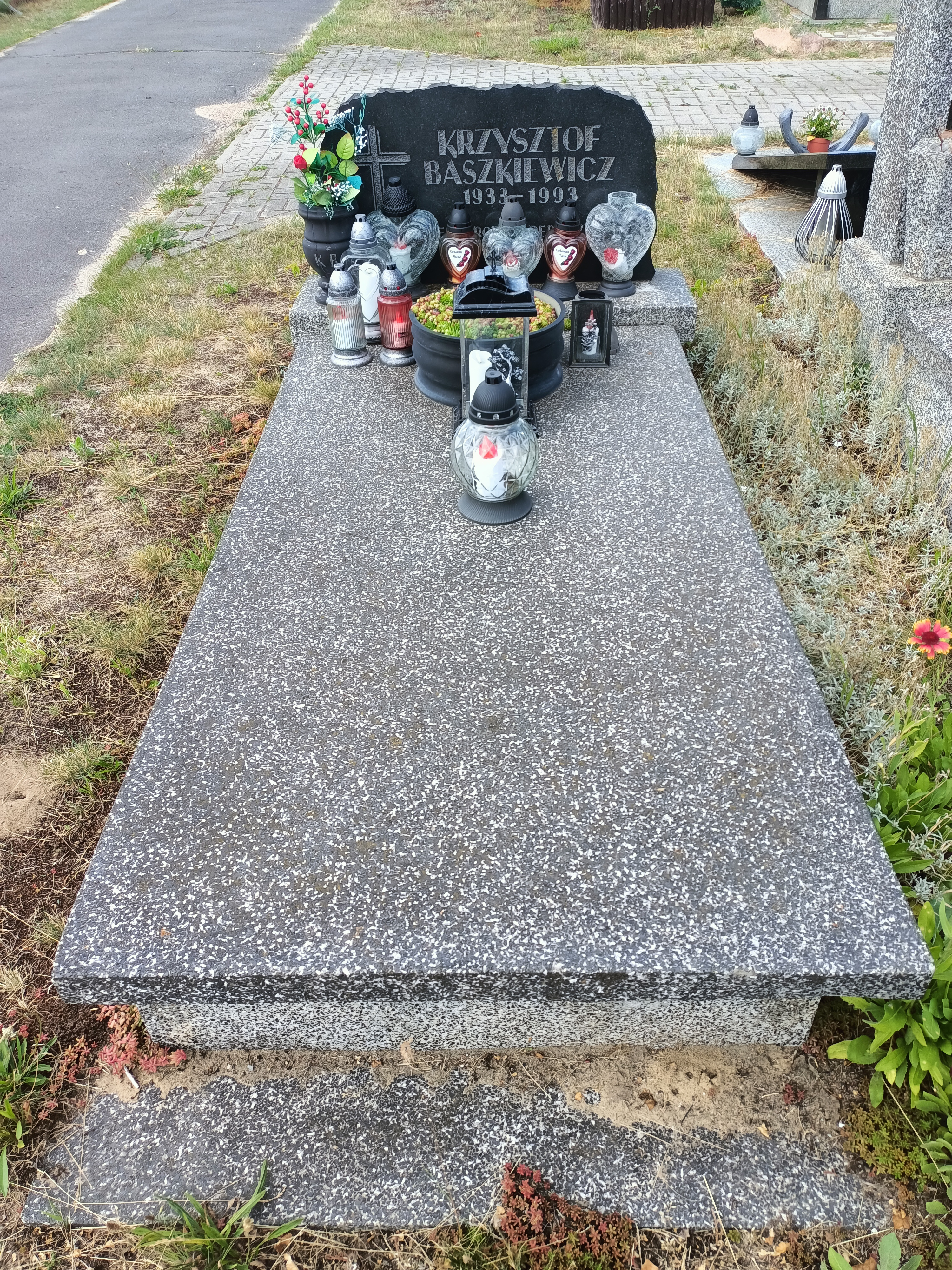
Grób Krzysztofa Baszkiewicza na Cmentarzu Północnym w Warszawie

Krzysztof Stanisław Baszkiewicz (ur. 17 lutego 1933 w Warszawie, zm. 25 listopada 1993 tamże) – polski piłkarz, reprezentant kraju.

## Życiorys
Baszkiewicz był strzelcem pierwszego gola dla polskiego zespołu klubowego w europejskich pucharach (12 października 1955 w 14. minucie przegranego 1:4 spotkania Gwardia Warszawa - Djurgårdens IF, dającego wówczas wyrównanie 1:1).
W 1954 występując w stołecznej Gwardii zdobył Puchar Polski, a w 1957 wicemistrzostwo kraju.
Jego karierę sportową przerwała kontuzja, której nabawił się w 1960 (w meczu z Odrą Opole) – tuż przed igrzyskami olimpijskimi w Rzymie.

## Reprezentacja Polski
W drużynie narodowej rozegrał 20 spotkań, strzelając 4 bramki. Debiutował 29 maja 1955 w Bukareszcie podczas zremisowanego 2:2 meczu przeciwko Rumunii.
| l.p. | Data       | Miejsce             | Przeciwnik | Wynik | Rozgrywki    | Grał | Uwagi |
| ---- | ---------- | ------------------- | ---------- | ----- | ------------ | ---- | ----- |
| 1.   | 29.05.1955 | Bukareszt, Rumunia  | Rumunia    | 2:2   | towarzyski   | 90'  |       |
| 2.   | 26.06.1955 | Sofia, Bułgaria     | Bułgaria   | 1:1   | towarzyski   | 90'  |       |
| 3.   | 11.09.1955 | Helsinki, Finlandia | Finlandia  | 3:1   | towarzyski   | 90'  |       |
| 4.   | 30.05.1956 | Oslo, Norwegia      | Norwegia   | 0:0   | towarzyski   | 90'  |       |
| 5.   | 28.10.1956 | Warszawa, Polska    | Norwegia   | 5:3   | towarzyski   | 90'  |       |
| 6.   | 04.11.1956 | Kraków, Polska      | Finlandia  | 5:0   | towarzyski   | 90'  | Gol   |
| 7.   | 19.05.1957 | Warszawa, Polska    | Turcja     | 0:1   | towarzyski   | 45'  |       |
| 8.   | 23.06.1957 | Moskwa, ZSRR        | ZSRR       | 0:3   | el. MŚ 1958  | 90'  |       |
| 9.   | 05.07.1957 | Helsinki, Finlandia | Finlandia  | 3:1   | el. MŚ 1958  | 90'  |       |
| 10.  | 24.11.1957 | Lipsk, NRD          | ZSRR       | 0:2   | el. MŚ 1958  | 90'  |       |
| 11.  | 05.10.1958 | Dublin, Irlandia    | Irlandia   | 2:2   | towarzyski   | 90'  |       |
| 12.  | 20.05.1959 | Hamburg, Niemcy     | Niemcy     | 1:1   | towarzyski   | 90'  | Gol   |
| 13.  | 21.06.1959 | Wrocław, Polska     | Izrael     | 7:2   | towarzyski   | 90'  | Gol   |
| 14.  | 28.06.1959 | Chorzów, Polska     | Hiszpania  | 2:4   | el. PNE 1960 | 90'  |       |
| 15.  | 30.08.1959 | Warszawa, Polska    | Rumunia    | 2:3   | towarzyski   | 90'  |       |
| 16.  | 14.10.1959 | Madryt, Hiszpania   | Hiszpania  | 0:3   | el. PNE 1960 | 90'  |       |
| 17.  | 18.10.1959 | Helsinki, Finlandia | Finlandia  | 3:1   | el. IO 1960  | 90'  |       |
| 18.  | 29.11.1959 | Ramat Gan, Izrael   | Izrael     | 1:1   | towarzyski   | 90'  |       |
| 19.  | 04.05.1960 | Glasgow, Szkocja    | Szkocja    | 3:2   | towarzyski   | 90'  | Gol   |
| 20.  | 19.05.1960 | Warszawa, Polska    | ZSRR       | 1:7   | towarzyski   | 90'  |       |